# 스콧 크레이머
스콧 크레이머(영어: Scott Cramer, 1958년 8월 18일 ~ )는 미국의 피겨 스케이팅 선수이다. 6세때 스케이트를 처음 신었다. 운동 과학 학사 학위와 함께 남부 캘리포니아 대학을 우등으로 졸업한후, 척추 교정 지압 요법에서 박사 학위를 받았다.